# Distretto di Tire
Il distretto di Tire (in turco Tire ilçesi) è uno dei distretti della provincia di Smirne, in Turchia.